# 休恩縣
7°03′S 147°03′E / 7.050°S 147.050°E
休恩縣（英語：Huon District），是巴布亞新畿內亞的縣份之一，位於新畿內亞島東部，由莫雷貝省負責管轄，首府設於薩拉毛亞，面積7,401平方公里，2011年人口77,564，人口密度每平方公里10人。